# The Word (miniserie televisiva)
The Word è una miniserie televisiva trasmessa per la prima volta nel 1978.
È una miniserie drammatica statunitense a sfondo religioso basata su un romanzo di Irving Wallace.

## Produzione
La miniserie, diretta da Richard Lang con il soggetto di Irving Wallace (autore del romanzo), fu prodotta da David Manson per la Charles Fries Productions e la Stonehenge Productions e girata in varie località, in California, a Roma, a New York, ad Amsterdam e a Londra.

## Distribuzione
La miniserie fu trasmessa negli Stati Uniti dal 12 al 15 novembre 1978  sulla rete televisiva CBS. È stata distribuita anche in Brasile con il titolo O Mistério da Palavra.